# Кен Догерті
Кен Догерті (англ. Ken Doherty; нар. 17 вересня 1969 року) — ірландський професійний гравець у снукер.

## Коротка біографія
Ще будучи аматором, Кен Догерті двічі вигравав чемпіонат Ірландії, чемпіонат світу серед юніорів (гравців віком до 21 року) та чемпіонат світу серед аматорів.
Ставши професіоналом у 1990 році, Догерті виграв загалом шість рейтингових турнірів, у тому числі Чемпіонат світу зі снукеру 1997 року, в якому він у фіналі переміг Стівена Хендрі. Це зробило його першим і єдиним гравцем в історії гри, який став чемпіоном світу серед юніорів, чемпіоном світу серед аматорів і чемпіоном світу серед професіоналів.
Наступного року Кен також вийшов до фіналу Чемпіонату світу, де програв Джону Гіггінсу. Свого третього фіналу Чемпіонату світу він досяг у 2003 році, де програв Марку Вільямсу. Також Догерті є триразовим фіналістом Чемпіонату Великої Британії та дворазовим фіналістом Мастерса.
Розумний тактик і плідний брейкбілдер, Догерті зробив більше 300 сенчурі-брейків у професійних змаганнях.

## Віхи кар'єри
1993 рік. Виграє свій перший рейтинговий титул на Відкритому чемпіонаті Уельсу.
1997 рік. Досяг вершини своєї кар'єри, вигравши чемпіонат світу. У фіналі обіграв Стівена Хендрі з рахунком 18-12.
1998 рік. Виходить до фіналу Чемпіонату світу, але програє Джону Гіггінсу 12-18.
2000 рік. Вдруге виходить до фіналу Мастерса, програвши 8-10 Метью Стівенсу.
2001 рік. Перемагає на Відкритому чемпіонаті Уельсу та в Таїланді.
2002 рік. Стає фіналістом чемпіонату Великої Британії, програвши Марку Вільямсу.
2003 рік. Втретє виходить до фіналу в Крусіблі після епічної перемоги над Полом Хантером у півфіналі 17-16, але програє фінал 16-18 Марку Вільямсу.
2006 рік. Виграє Кубок Мальти, обігравши в фіналі Джона Гіггінса з рахунком 9-8, його шостий і останній рейтинговий титул. Піднімається на друге місце у світовому рейтингу.
2012 рік. Робить свій перший офіційний максимальний брейк (147 очок) на Paul Hunter Classic.
2020 рік. Виходить до фіналу чемпіонату світу серед ветеранів у Crucible, але, виграючи по ходу матчу 4-0, в підсумку програє 4-5 Джиммі Вайту.

## Особисте життя
Кен Догерті проживає в Ратгарі та одружений із Сарою. Їхній син Крістіан народився в 2007 році.
Догерті є вболівальником футбольного клубу «Манчестер Юнайтед».
Починаючи з 2009 року, Кен Догерті поєднує свою ігрову кар'єру з коментаторською роботою.